# Siphonogorgia flavocapitata
Siphonogorgia flavocapitata is een zachte koraalsoort uit de familie Nidaliidae. De koraalsoort komt uit het geslacht Siphonogorgia. Siphonogorgia flavocapitata werd in 1908 voor het eerst wetenschappelijk beschreven door Harrison. 